# Ryazansky (huyện)
Huyện Ryazansky (tiếng Nga: ? райо́н) là một huyện hành chính tự quản (raion), của Tỉnh Ryazan, Nga. Huyện có diện tích 2169 km², dân số thời điểm ngày 1 tháng 1 năm 2000 là 57600 người. Trung tâm của huyện đóng ở Ryazan'.